# Haller Frigyes
Haller Frigyes (Vönöck, 1898. július 22. – Budapest, 1954. november 7.) fotóművész, szakíró. A magyar fotóstársadalom meghatározó alakja.

## Életpályája
Szülei Haller Frigyes vasútállomási elöljáró és Patyi Gizella voltak. Mérnöki végzettséggel a Láng Gépgyár alkalmazottja volt, huszonhét évesen főmérnöki beosztásba került. 1938 és 1947 között a Radiátorgyár igazgatója volt. 1948-tól haláláig a Budapesti Műszaki Egyetem fotórészlegének vezetője volt.
Munkája mellett, hobbiként kezdett el fotózni. Alkotásaival 1929-től szerepelt hazai és külföldi kiállításokon. A magyaros stílus egyik megteremtőjeként tartják számon. Jelentős volt elméleti munkája. Fotóesztétikai munkái, kritikái a Fotóművészeti Hírekben (1930–1938), a Fotóművészetben (1938–1944), a Fotószemlében (1940–1943) és a Fotó című lapban (1954–1975) jelentek meg. Felelős beosztásokat töltött be a Tükör (1934–1937), a Fotóművészet (1938–1944) és a Fotó (1954) című lapoknál.
A művészi fotózás népszerűsítése érdekében fotóesztétikai előadásokat, nyilvános képbírálatokat és képelemzéseket tartott. Fotókultúrával kapcsolatos vitaesteket vezetett, szervezett fotótúrákat, szakértőként közreműködött fotópályázatok zsűrizésében (1935–1954).
1954-ben MADOME Aranyjelvénnyel tüntették ki. A Magyar Fotográfiai Múzeumban őrzik alkotásait.
Tanítványai voltak – többek között – Réti Pál, Tóth István és Chochol Károly.
1933. július 22-én Budapesten, az Erzsébetvárosban házasságot kötött Karaff Margit Irénnel.

## Tagságai
- Láng Gépgyár Tisztviselői Sportkör fotóosztályának vezetője (1930–1935)
- Magyar Amatőrfényképezők Országos Szövetsége (1930–1938)
- Egyesült Magyar Amatőr Művészfényképezők Országos Szövetsége (1938–1944)
- Magyar Amatőr Művészfényképezők Országos Szövetsége (1944–1945)
- Magyar Dolgozók Országos Művészfényképező Egyesülete (MADOME) (1946–1954)
- Magyar Képzőművészek és Iparművészek Szövetsége Fotószakosztálya (1950–1954)

## Legismertebb fotói
Liliomok (1930); Békakonferencia (1930), Szieszta (1931); Nagytakarítás (1932); Padlásfeljáró (1933); A függöny mögött (1934); Tavasz az őszben (1935); Pisai ferde torony (1938); Genovai tengerész (1938); Firenze, a művészetek városa (1939); Olimpiai hírek (1954)

## Írásai
- Revolution in der Lichbildkunst (Galerie, 1934. 7. sz.)
- Miért nincs fotóesztétikánk? (Fotóművészeti Hírek, 1936. 9. sz.)
- Fény és Kép. Rákospalota. (EFA fotókönyvek, 1938. 1. sz.)
- Tárgyilagos ábrázolás és valóság (Fotóművészet, 1938. 2–3–4. sz.)
- Művészi fejlődés, szimbolizmus és egybemásolás a fényképezésben (Fotószemle, 1943. 1. sz.)
- Anyagszerűség, vagy tárgyias ábrázolás (Fotóművészet, 1944. 7. sz. 3–5.)
- Kép és kritika (Fotóművészet, 1944. 3. sz.); Az elgondolástól a fényképig (Fotó, 1954. 4. sz.)

## Kiállításai
- Emlékkiállítás (Budapest, 1969)
- Tény-Kép – A magyar fotográfia története (Műcsarnok, Budapest, 1981);
- Csoportos kiállítások:
  - Nemzetközi Fotóművészeti Kiállítás (Lipcse, 1932)
  - Nemzetközi Fotóművészeti Kiállítás (Budapest, 1933
  - Szeged, 1935)
  - III. Nemzetközi Fotókiállítás (Bécs, 1934)
  - Osztrák-Magyar Fényképkiállítás (Budapest, 1934)
  - U.A. Photographic Club Nemzetközi Fotókiállítása (Hongkong, 1934)
  - Debreceni Fotóklub III. Országos Művészi Fényképkiállítása (Debrecen, 1935)
  - EMAOSZ V. Nemzetközi Művészi Fényképkiállítása (Budapest, 1936)
  - Focus Fotószalon (Amszterdam, 1936)
  - II. Nemzetközi Fényképkiállítás (Kassa, 1936)
  - II. Nemzetközi Fotóművészeti Kiállítás (Luxemburg, 1938)
  - VI. Nemzetközi Fotókiállítás (Torino, 1939)
  - Gyermek a művészetben (Budapest, 1940)
  - Nemzeti Művészi Színesfénykép-verseny (Budapest, 1943)

## Tallózás az interneten
- Az Ablakok című képe a Mai Manó Ház blogjában